# Andrew Robertson
Andrew Henry Robertson (Glasgow, 11 de março de 1994) é um futebolista escocês que atua como lateral-esquerdo. Atualmente joga pelo Liverpool e pela Seleção Escocesa.
Robertson começou sua carreira no Queen's Park, em 2012, antes de se juntar ao Dundee United, um ano mais tarde. Suas atuações em sua primeira temporada como profissional o levou a ser indicado para o prêmio de Jogador Jovem do Ano da SPFA e também fazer a sua estreia. Ele se juntou ao Hull City, em julho de 2014, para um valor de de 2,85 milhões de euros, antes de entrar ser contratado pelo Liverpool, em julho de 2017, por um valor não revelado, acredita-se ser de 8 milhões de euros.

## Carreira

### Queen's Park
Ele fez sua estreia pelo clube na Copa da Escócia, em uma vitória na disputa de pênaltis contra o Berwick Rangers. Até o final da temporada, ele fez 34 partidas pelo clube, e ajudou o clube a conseguir um terceiro lugar na Terceira Divisão Escocesa. Seu primeiro gol pelo clube veio em uma derrota por 2 a 1 para o East Stirlingshire em 13 de novembro de 2012.

### Dundee United
Em 3 de junho de 2013, Robertson foi contratado pelo Dundee United. Ele fez sua estreia pelo clube no dia da abertura da temporada em um empate em 0 a 0 contra o Partick Thistle. Em 22 de setembro de 2013, Robertson marcou seu primeiro gol no Dundee United, no empate em 2 a 2 contra o Motherwell. Logo depois Robertson firmou um novo contrato com o Dundee United, até maio de 2016. Ele foi eleito Jogador Jovem do Mês da SPFL em setembro de 2013 e o Jogador do Mês de novembro de 2013. Em 12 de abril de 2014, Robertson jogou na semi-final da Copa da Escócia contra o Rangers no Ibrox Stadium, jogo em que o Dundee United venceu por 3 a 1. Em abril de 2014, Robertson venceu o Prêmio PFA de Jogador Jovem do Ano, também foi nomeado para a Equipe do Ano da Scottish Premiership de 2013–14.

### Hull City

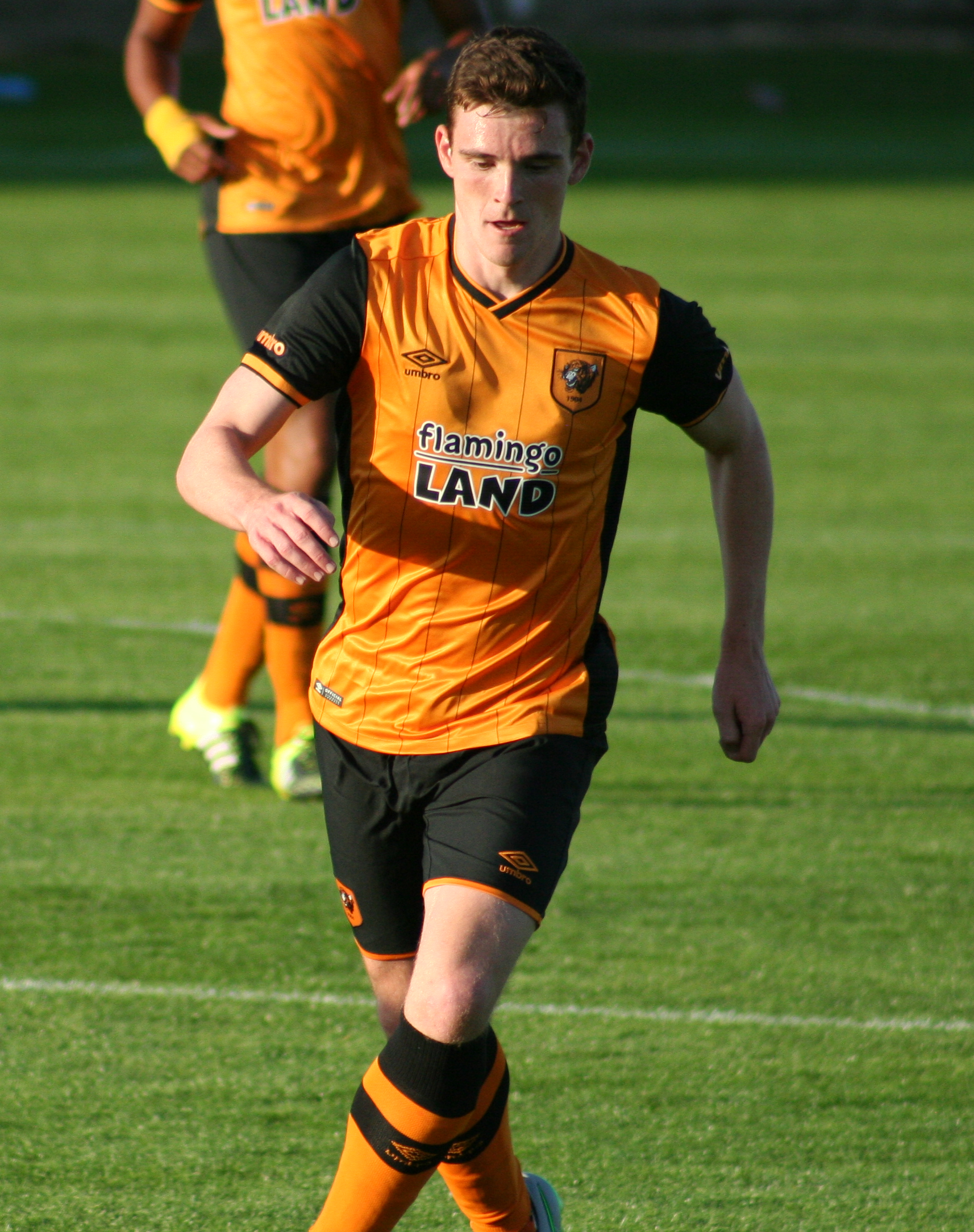
Robertson pelo Hull City.

Em julho de 2014, o Dundee United aceitou uma oferta de de 2,85 milhões de euros para Robertson do Hull City. A transferência foi concluída em 29 de julho, Robertson assinou um contrato de três anos com o Hull City. Ele fez sua estreia oficial no dia de abertura da temporada, em uma vitória por 1 a 0 sobre o Queens Park Rangers. Seu primeiro gol para com o Hull City veio no dia 3 de novembro de 2015 contra o Brentford, onde ele abriu o placar na vitória de 2 a 0. Robertson venceu o jogo contra o Sheffield Wednesday e subiu com a equipe para a Premier League de 2016–17.

### Liverpool
Em 21 de julho de 2017, Robertson assinou um acordo de longo prazo com o Liverpool por um valor inicial de 8 milhões de euros. No dia 19 de agosto, ele fez sua estreia em uma vitória por 1 a 0 sobre o Crystal Palace. Robertson começou a temporada de 2017–18 como reserva de Alberto Moreno, mas teve uma sequência de jogos, quando o espanhol se lesionou em dezembro, seu desempenho na vitória por 4 a 3 contra os líderes do campeonato, o Manchester City, em 14 de janeiro ganhou elogios dos torcedores do Liverpool. Ele marcou seu primeiro gol pelo clube no último dia da temporada de 2017–18 contra o Brighton. Robertson não largou mais a titularidade e se tornou o dono da lateral-esquerda dos Reds, sendo peça importante na campanha do vice-campeonato da UEFA Champions League, em que o Liverpool perdeu a final para o Real Madrid por 3-1. 
Na temporada 2018-19, Robertson foi o líder de assistências da Premier League, tendo conseguido completar 16 passes para gol. O Liverpool terminou sua campanha como vice-campeão inglês com 97 pontos, apenas 1 ponto a menos que o campeão Manchester City. Já na Liga dos Campeões, os Reds derrotaram o Tottenham por 2-0 na final e conquistaram o seu 6° título europeu.

## Seleção Escocesa

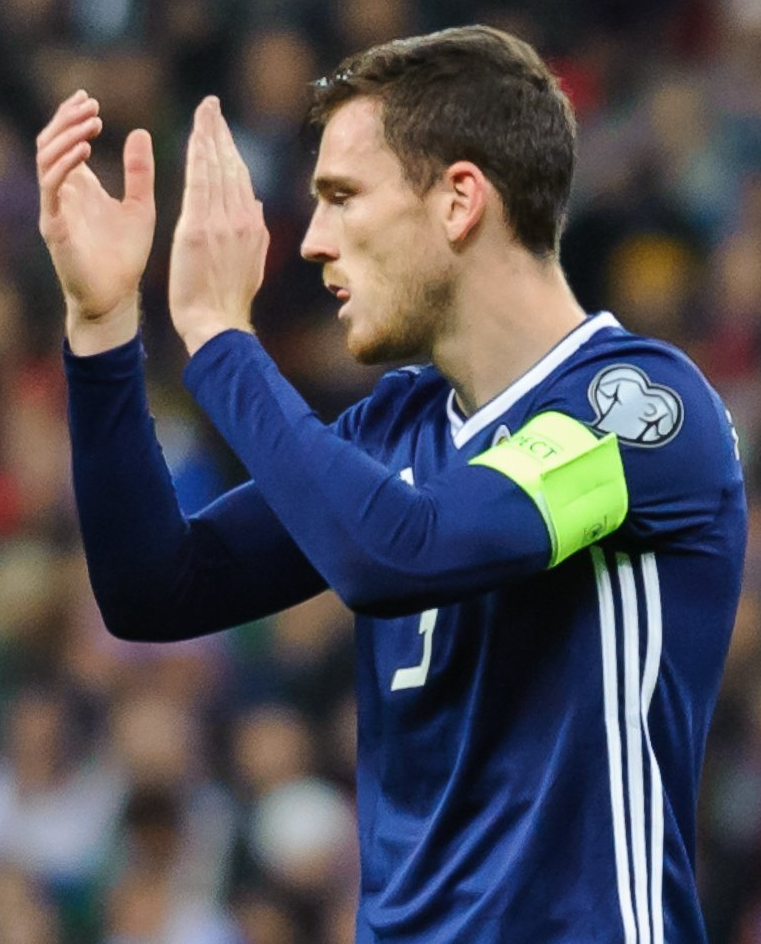
Robertson pela Seleção Escocesa em 2019.

Robertson foi convocado pela primeira vez em um amistoso contra a Polônia em 5 de março de 2014, em uma vitória da Escócia por 1 a 0, onde entrou como substituto. Robertson marcou o seu primeiro gol pela Escócia em um amistoso contra a Inglaterra, no Celtic Park, em novembro de 2014, em uma partida que terminou 3 a 1 para os ingleses.

## Títulos
Liverpool
- Liga dos Campeões da UEFA: 2018–19
- Supercopa da UEFA: 2019
- Copa do Mundo de Clubes da FIFA: 2019
- Premier League: 2019–20 e 2024–25
- Copa da Liga Inglesa: 2021–22 e 2023–24
- Copa da Inglaterra: 2021–22
- Supercopa da Inglaterra: 2022

### Prêmios individuais
- Equipe do Ano da UEFA: 2019
- Seleção da Liga dos Campeões da UEFA: 2018–19
- Equipe do Ano da PFA: Premier League de 2018–19